# Denny Berndt

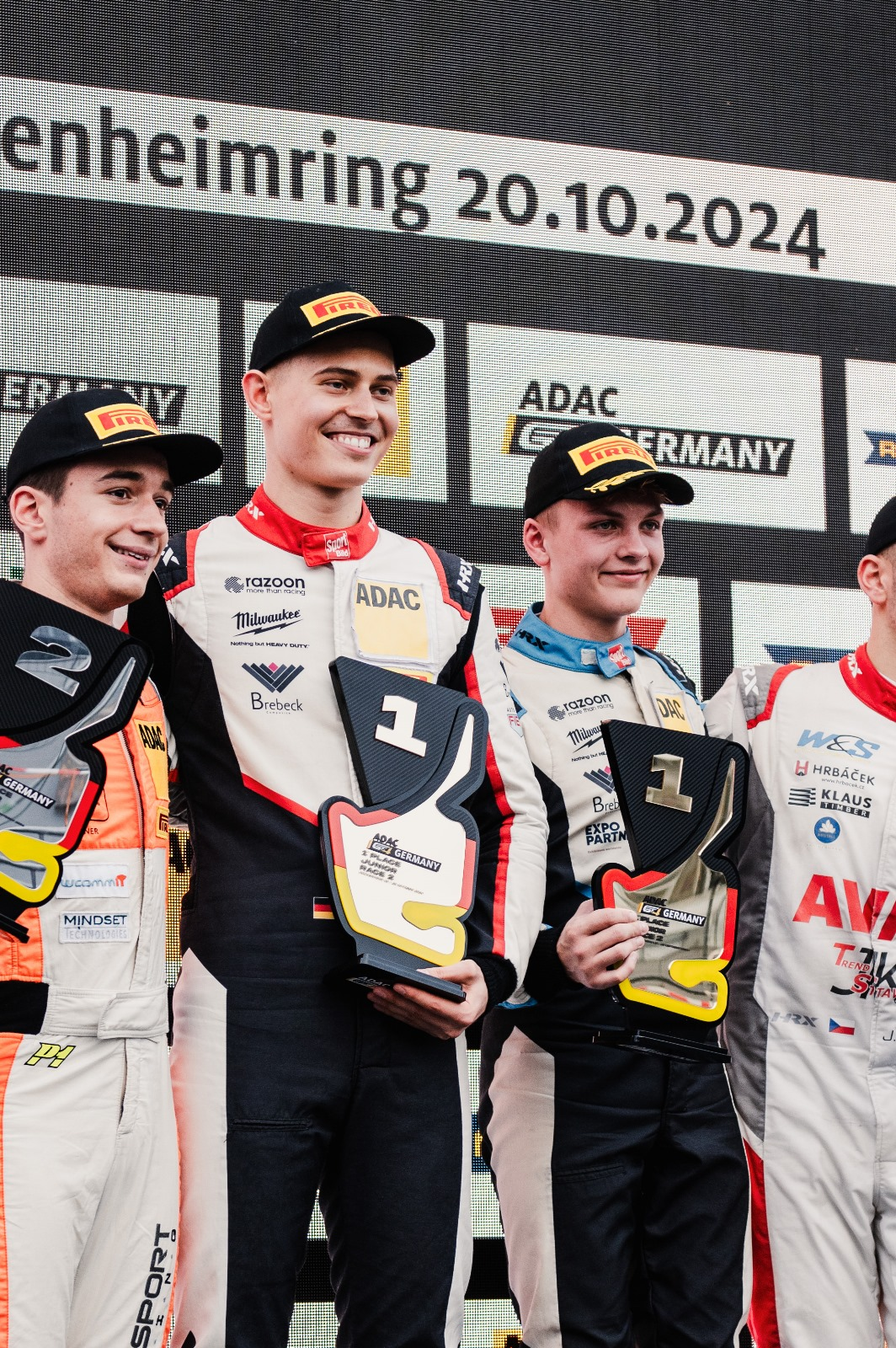
Denny Berndt (Mitte) nach seinem 1. Sieg in der ADAC GT4 Germany

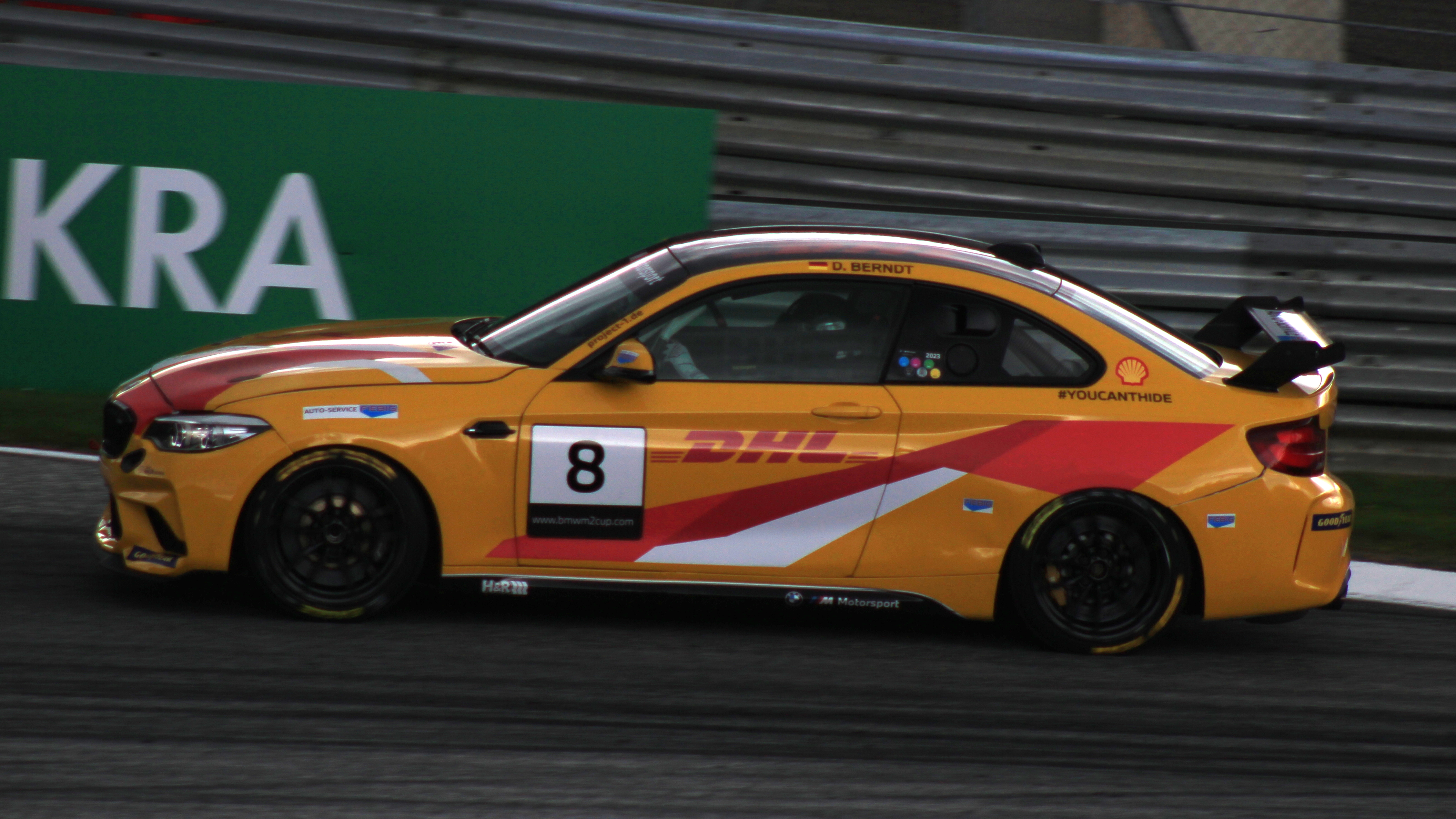
Der 2023 von Denny Berndt gefahrene BMW M2

Denny Berndt (* 22. Oktober 2004 in Berlin) ist ein deutscher Automobilrennfahrer. Im Jahr 2024 belegte er Platz vier in der Juniorwertung der ADAC GT4 Germany, welche im Rahmen der DTM stattfindet.

## Karriere
Von 2010 bis 2012 startete Denny Berndt in regionalen Kartsport Serien in Berlin und Brandenburg. Im Jahr 2012 belegte er dort Platz zwei in der Gesamtwertung der MICRO-Klasse. In den folgenden Jahren, bis 2021 war Denny Berndt in nationalen und internationalen Kartsport Serien erfolgreich unterwegs.
Seit 2015 führte der damals Elfjährige mehrere Tests in der Formel König durch. Dieses Testprogramm entwickelte sich stetig weiter und so konnte der junge Berliner bis 2018 mehrere Trainingseinheiten im ADAC Formel Masters und Formel König absolvieren.

### Einstieg in den GT-Sport
Im Jahr 2022 wechselte Denny Berndt in den GT-Sport. In diesem Jahr fuhr er im BMW 318ti Cup und in der BMW Challenge. Damit standen zum ersten Mal legendäre Rennstrecken wie der Nürburgring oder Spa-Francorchamps auf dem Programm. Am Ende der Saison konnte der Rookie insgesamt sieben Podestplatzierungen verzeichnen.

### DTM
Zur Saison 2023 wechselte Berndt in den BMW M2 Cup. Bereits beim ersten Rennen, in der Motorsportarena Oschersleben konnte Denny Berndt sich die Pole-Position sichern und einen Doppelsieg einfahren. Nach zwei weiteren Podestplatzierungen, auf dem Norisring und beim Regenrennen vom Nürburgring, beendete Denny Berndt die Saison mit 113 Punkten auf dem vierten Platz in der Gesamtwertung.

### ADAC GT4 Germany
Zur Saison 2024 wechselte Berndt in die ADAC GT4 Germany. Dort fuhr er für razoon - more than racing einen Porsche 718 Cayman GT4 RS CS. In dieser konnte Berndt gemeinsam mit Simon Birch 101 Punkte einfahren und die Saison auf dem 7. Platz beenden. Dabei erreichten sie sowohl auf dem Norisring, als auch auf den Nürburgring, einen 2. Platz. Beim letzte Saisonrennen auf dem Hockenheimring konnte Berndt seinen ersten Sieg einfahren. Zur Saison 2025 verblieb Berndt bei razoon, wobei sein Teamkollege nun Max Rosam ist. Mit diesem konnte er beim Rennen auf dem Norisring einen weiteren Podestplatz einfahren.

### Einzelergebnisse in der ADAC GT4 Germany
| Saison | Team                      | Fahrzeug               | OSC | OSC | LAU | LAU | NOR | NOR | NÜR | NÜR | RBR | RBR | HOC | HOC | Punkte |
| ------ | ------------------------- | ---------------------- | --- | --- | --- | --- | --- | --- | --- | --- | --- | --- | --- | --- | ------ |
| 2024   | razoon - more than racing | Porsche 718 Cayman GT4 | 10  | 4   | 16  | 11  | 18  | 2   | 20  | 8   | 2   | 12  | DNF | 1   | 101    |
| Saison | Team                      | Fahrzeug               | OSC | OSC | NOR | NOR | NÜR | NÜR | SAC | SAC | RBR | RBR | HOC | HOC | Punkte |
| 2025   | razoon - more than racing | Porsche 718 Cayman GT4 | 4   | 10  | 3   | 4   | 14  | 6   |     |     |     |     |     |     | 62     |